# 尉迟乙僧
尉迟乙僧（？—？；闐語：Viśa Īrasangä），尉迟氏，唐朝画家。于阗国（今新疆和田）贵族。一说吐火罗（今阿富汗北部）人。其父尉迟跋质那以善画闻名于隋，人称“大尉迟”。他于贞观初至长安，任宿卫官，袭封郡公。活跃至景云年间，大慈恩寺、光宅寺、兴唐寺、安国寺都有他的画迹。师从其父，工画佛教人物、花鸟，采用阴影法，使所画人物有凹凸立体感，将于阗技法融入中原画技，被称为“身若出壁”，“堆起绢叔”，人称“小尉迟”。与阎立本并称。著名画家吴道子均受其影响。传世作品极少，宋徽宗时，内廷藏他的画作八幅，现有《朝僧图》、《番君图》、《龟兹舞女图》传世。传云清代端方旧藏《天王像》乃其作品。
尉迟乙僧的技法特点是「用笔紧劲，如屈铁盘丝」，用色则沉着浓重有明显凹凸感，凹凸法。擅长画佛像和外国人物画，铁线描，设色侧重于晕染，对唐代吸取西方画风有很大帮助。

## 资料来源
1. ↑  .   [2016-10-21]. （原始内容存档于2020-08-09）.
2. ↑  唐代.张彦远.《历代名画记》.